# أحمد ناجي (لاعب كرة قدم بحريني)
أحمد ناجي (22 مايو 1993) لاعب كرة قدم بحريني يلعب حاليا لصالح نادي الدرجة الأولى الرفاع الشرقي البحريني في مركز الوسط المهاجم من 2011.

## الإنجازات
- كأس ملك البحرين (1): 2014